# 圣埃莱娜 (孚日省)
圣埃莱娜（法語：Sainte-Hélène，法語發音：[sɛ̃t elɛn] ⓘ）是法国大东部大区孚日省的一个市镇，属于埃皮纳勒区。

## 地理
圣埃莱娜（48°17'25"N, 6°39'24"E）面积17.05 平方千米，位于法国大東部大區孚日省，该省份为法国东北部内陆省份，北起默兹省和默尔特-摩泽尔省，西接上马恩省，南至上索恩省和贝尔福地区省，东临上莱茵省和下莱茵省。
与圣埃莱娜接壤的市镇（或旧市镇、城区）包括：代托尔、欧特雷、比尔特、弗雷米方丹、阿朗泰勒河畔皮埃尔蓬、圣戈尔贡、沃梅库尔。

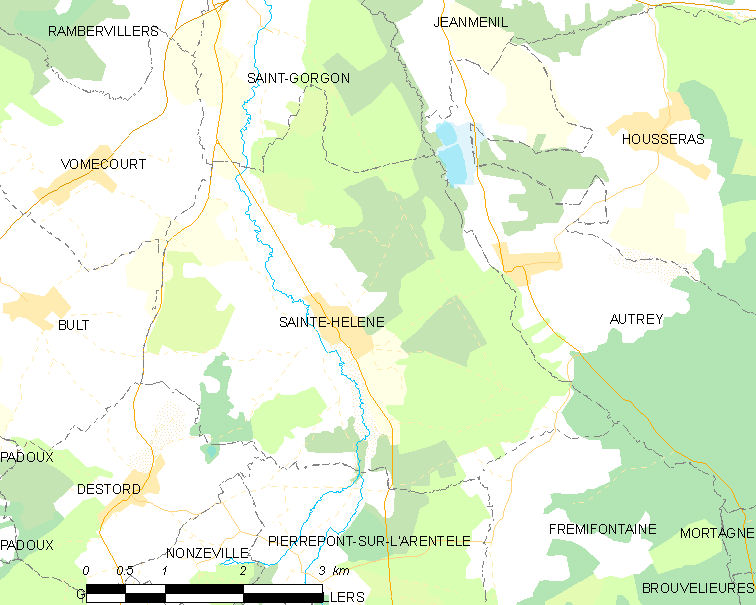
的OSM定位图

圣埃莱娜的时区为UTC+01:00、UTC+02:00（夏令时）。

## 行政
圣埃莱娜的邮政编码为88700，INSEE市镇编码为88418。

## 政治
圣埃莱娜所属的省级选区为布吕耶尔县。

## 人口

1962-2008年间人口变化图示

圣埃莱娜于2022年1月1日时的人口数量为445人。